# Encants (metropolitana di Barcellona)
Encants è una stazione della L2 della metropolitana di Barcellona; situata sotto il Carrer València, al confine dei distretti dell'Eixample e di Sant Martí di Barcellona. Fu inaugurata nel 1997 contestualmente all'apertura del prolungamento verso La Pau.